# 18106 Blume
18106 Blume (2000 NX3) là một tiểu hành tinh Amor được phát hiện ngày 4 tháng 7 năm 2000 bởi Chương trình nghiên cứu đối tượng gần Trái Đất của đài thiên văn Lowell ở Đài thiên văn Lowell.